# Ruda (Novi Travnik, BiH)
Ruda je naseljeno mjesto u općini Novi Travnik, Federacija Bosne i Hercegovine, BiH.

## Stanovništvo

### 1991.
Nacionalni sastav stanovništva 1991. godine, bio je sljedeći:
ukupno: 493 
- Hrvati - 485
- Jugoslaveni - 4
- ostali, neopredijeljeni i nepoznato - 4

### 2013.
Nacionalni sastav stanovništva 2013. godine, bio je sljedeći:
ukupno: 225
- Hrvati - 225